# Championnat du Rwanda de football 2005
Navigation
Saison suivante
La saison 2005 du Championnat du Rwanda de football est la cinquante-quatrième édition du championnat de première division au Rwanda. Les quatorze meilleures équipes du pays sont regroupées au sein d’une poule unique où ils s’affrontent deux fois au cours de la saison, à domicile et à l’extérieur. En fin de saison, les deux derniers du classement sont relégués et remplacés par les deux meilleurs clubs de deuxième division.
C'est l'APR FC qui est sacré cette saison après avoir terminé en tête du classement final, avec six points d’avance sur le tenant du titre, Rayon Sports FC et douze sur Police FC. Il s’agit du septième titre de champion du Rwanda de l’histoire du club.

## Qualifications continentales
Le champion du Rwanda se qualifie pour la Ligue des champions de la CAF 2006 et la Coupe Kagame inter-club 2006 tandis que le vainqueur de la coupe nationale obtient son billet pour la Coupe de la confédération 2006.

## Les clubs participants
| - APR FC - Rayon Sports FC - Police FC - Kiyovu Sports Association - Mukura Victory Sports FC - AS Kigali - Zèbres FC | - La Jeunesse FC - KIST FC - Promu de D2 - Etincelles FC - Marines FC - Renaissance FC - Flash FC - Mukungwa FC - Promu de D2 |

## Compétition
Le barème utilisé pour établir le classement est le suivant :
- Victoire : 3 points
- Match nul : 1 point
- Défaite : 0 point

### Classement
| Rang | Équipe                    | Pts | J  | G  | N | P  | Bp | Bc | Diff |
| ---- | ------------------------- | --- | -- | -- | - | -- | -- | -- | ---- |
| 1    | APR FC                    | 64  | 26 | 21 | 1 | 4  | 63 | 14 | +49  |
| 2    | Rayon Sports FC'T'C       | 58  | 26 | 18 | 4 | 4  | 52 | 23 | +29  |
| 3    | Police FC                 | 52  | 26 | 16 | 4 | 6  | 39 | 21 | +18  |
| 4    | Kiyovu Sports Association | 50  | 26 | 15 | 5 | 6  | 35 | 19 | +16  |
| 5    | Mukura Victory Sports FC  | 48  | 26 | 15 | 3 | 8  | 32 | 24 | +8   |
| 6    | AS Kigali                 | 44  | 26 | 12 | 8 | 6  | 39 | 23 | +16  |
| 7    | Zèbres FC                 | 32  | 26 | 9  | 5 | 12 | 24 | 38 | -14  |
| 8    | La Jeunesse FC            | 30  | 26 | 8  | 6 | 12 | 23 | 33 | -10  |
| 9    | KIST FCP                  | 27  | 26 | 8  | 3 | 15 | 24 | 36 | -12  |
| 10   | Etincelles FC             | 26  | 26 | 6  | 8 | 12 | 22 | 33 | -11  |
| 11   | Marines FC                | 24  | 26 | 5  | 9 | 12 | 22 | 39 | -17  |
| 12   | Renaissance FC            | 21  | 26 | 4  | 9 | 13 | 15 | 30 | -15  |
| 13   | Flash FC                  | 17  | 26 | 4  | 5 | 17 | 21 | 45 | -24  |
| 14   | Mukungwa FCP              | 15  | 26 | 3  | 6 | 17 | 18 | 40 | -22  |

|  | Qualification pour la Ligue des champions de la CAF 2006 et la Coupe Kagame inter-club 2006 |
|  | Qualification pour la Coupe de la confédération 2006                                        |
|  | Relégation directe en deuxième division                                                     |
|  | T : Tenant du titre C : Vainqueur de la Coupe du Rwanda P : Promu de D2                     |

## Bilan de la saison
| Championnat du Rwanda de football 2005 |                      |
| Champion                               | APR FC (7e titre)    |
| Coupes et trophées                     |                      |
| Vainqueur de la Coupe du Rwanda 2005   | Rayon Sports FC      |
| Qualifications continentales           |                      |
| Ligue des champions de la CAF 2006     | APR FC               |
| Coupe de la confédération 2006         | Rayon Sports FC      |
| Coupe Kagame inter-club 2006           | APR FC               |
| Promotions et relégations              |                      |
| Promus en Première division            | ATRACO Football Club |
| Promus en Première division            | Kibuye FC            |
| Relégués en Deuxième division          | Flash FC             |
| Relégués en Deuxième division          | Mukungwa FC          |